# Benito (jirafa)
Benito es una jirafa macho, que se encuentra en el zoológico Africam Safari, en Puebla, México. Anteriormente se encontraba en el Parque Central de Ciudad Juárez, Chihuahua; y previo a ello en el estado de Sinaloa. El traslado a Puebla ocurrió a partir de una protesta social por las malas condiciones en las que se encontraba, y el clima extremo de Ciudad Juárez. Bajo el lema Salvemos Benito, activistas animalistas hicieron que las autoridades de PROFEPA y SEMARNAT autorizaran su traslado.

## Datos generales y contexto
Benito es un ejemplar de jirafa macho cuatro años edad, por lo que habría nacido en el año 2020. En un principio se encontraba en el zoológico Fiesta Safari en Culiacán, Sinaloa. Debido a que vivía con otras dos jirafas que eran pareja, y Benito era el ejemplar más joven, decidieron trasladarlo a otro sitio.

## Controversia por su traslado a Ciudad Juárez
Benito llegó al Parque Central de Ciudad Juárez, Chihuahua, el 3 de mayo de 2023, como reemplazo de otra jirafa, Modesto, que había fallecido en junio de 2022, después de 22 años en el recinto. Debido a que Modesto era una jirafa querida por el público, buscaron a otra en diferentes zoológicos hasta que en Sinaloa les ofrecieron a Benito. El traslado de Culiacán a Ciudad Juárez fue en vehículo y duró 20 horas. Benito fue llamado por el gobierno del estado como "la nueva mascota de Ciudad Juárez".Asimismo, el nombre de la jirafa fue elegido mediante votación, por parte de la población de Ciudad Juárez.
Colectivos animalistas reclamaron el traslado, pues Benito no tenía un lugar donde resguardarse, y en verano las temperaturas alcanzaron los 40 grados centígrados. Ante esto, se le colocaron dos sombrillas. Sin embargo, en invierno las sombrillas no le darían el resguardo suficiente para las bajas temperaturas de la ciudad fronteriza con Estados Unidos,pues llegaría a estar a la intemperie a 10 grados centígrados bajo cero. Asimismo, señalaban que tenía un corral muy pequeño y una alimentación precaria, pues incluso los visitantes le daban de comer.
Ante los reclamos, en julio de 2023, la Procuraduría Federal de Protección al Ambiente (Profepa) comenzó a realizar inspecciones para conocer las condiciones de Benito; concluyendo que no tenía las condiciones para permanecer en ese lugar.
La presión para el traslado de Benito a algún santuario continuó, a través de varios colectivos, bajo el nombre de #SalvemosABenito, convirtiéndolo en una causa nacional. La Secretaría de Medio Ambiente y Recursos Naturales (SEMARNAT) ordenó el traslado. En Puebla, el gobernador 
Esta acción se llevó a cabo luego de que una intensa campaña liderada por colectivos y ciudadanos bajo la campaña #SalvemosABenito, capturara la atención nacional.

## Traslado a Africam
A mediados de enero de 2024, el gobernador de Puebla, Sergio Salomón Céspedes, anunció que Benito sería trasladado a Puebla, específicamente al zoológico Africam Safari, después de que la PROFEPA, a través de su titular Blanca Alicia Mendoza Vera, autorizara el traslado.

Además de Puebla, otros zoológicos del Estado de México, Querétaro y Tlaxcala habían ofrecido sus instalaciones para recibir a la jirafa. El gobernador anunció el hecho en sus redes sociales, con el mensaje: 
Me da mucho gusto informarles que acabo de sostener una llamada con la titular de la Profepa, Blanca Mendoza, quien me ha confirmado que Puebla será el nuevo hogar de la jirafa Benito. Africam Safari ya ha sido notificado por esta dependencia federal, por lo que les puedo decir que es oficial. He instruido a la secretaria de Medio Ambiente a que mantengamos coordinación permanente con Africam para el traslado de Benito y su llegada a nuestro estado. Estaremos pendientes en todo momento del bienestar de nuestro nuevo amigo. Hola, Benito, Puebla ya es tu casa. Nos vemos pronto.
Frank Camacho, director de Africam Safari, y su equipo realizaron el traslado de Benito, el cual duró unas 30 horas. Se realizó sin anestesia para evitar riesgos, y en un contenedor diseñado especialmente para la jirafa, al cual entró de manera voluntaria. Benito llegó a Puebla, el 23 de enero de 2024.
Después de un periodo de cuarentena, Benito se integró a una manada de jirafas con seis adultos y una cría, el 27 de enero. Africam Safari mostró videos por redes sociales en las que se aprecia a Benito con la manada, en medio de una celebración en la que había un pastel hecho de manzanas y zanahorias.